# ハンス・シュワルベ
ハンス・シュワルベ（独: Hans Schwalbe, 1910年 - 1998年）は、ドイツのジャーナリスト、外交官。独日協会事務局長。

## 人物・生涯
1910年、生まれる。ベルリンでゲルマン文化、芸術史、哲学、新聞学を学び、1939年以前はハンブルク、キーンで新聞の編集の職にあった。
1939年に来日すると旧制松江高校でドイツ語を教え、在職中の1939年11月1日より1945年8月6日まで、島根大学旧奥谷宿舎（旧制松江高等学校外国人宿舎）に夫人と暮らし子どもが生まれた。
帰国後、ジャーナリストとして活躍すると1960年に再来日、ドイツ大使館広報担当官として1975年まで東京に在住した。この間1969年から1974年にわたり、東京のオーアーゲー・ドイツ東洋文化研究協会（OAG）会長を務める。1975年、日本とドイツの文化交流に寄与した顕著な貢献を認められて、勲三等旭日中綬章を受賞。
帰国後はベルリンの独日協会事務局長を務め、茶道に関する著書がある。
2018年にドイツから訪問した遺族を迎えた島根大学は、在職中に旧宿舎で撮影した写真や博士夫人の書簡ほかを受贈した。旧宿舎は2009年に同学の募金事業により修復して大学博物館・分館に転用しており、贈られた資料の展示を検討している（2018年10月時点）。

## 主な著作
- ハンス・シユワルベ「日独の将来」『文化日本』第5巻第4号、日本文化中央連盟、1941年4月、p.20-23（コマ番号0012.jp2-）。doi:10.11501/1553947。国立国会図書館／図書館送信参加館内公開。
- ハンス・シュワルベ「フィリップ・オットー・ルンゲとゲーテ」『ゲーテ年鑑』第11巻（1942年）、日本ゲーテ協会（編）、南江堂書店、1943年、p.55-（コマ番号0086.jp2-）。doi:10.11501/1132105、国立国会図書館／図書館送信参加館内公開。
- Schwalbe, Hans. Über japanisches Naturgefühl. Deutsche Gesellschaft für Natur- und Völkerkunde Ostasiens, 1943, Mitteilungen der Deutschen Gesellschaft für Natur- und Völkerkunde Ostasiens. Band 32, Tail F. NCID BA20435644.（仮題「日本の自然観について」『ドイツ東洋文化研究協会通信』第32巻、東京：ドイツ東アジア自然民族学協会（OAG）、1943年。）
- Schwalbe, Hans. Acht Gesichter Japans : im Spiegel der Gegenwart. Deutsche Gesellschaft für Natur- und Völkerkunde Ostasiens, 1970, Mitteilungen der Deutschen Gesellschaft für Natur- und Völkerkunde Ostasiens. Bd. 52, NCID BA49175829. （仮題「日本の8つの顔：現在の鏡の中」『ドイツ東洋文化研究協会通信』第52巻、1970年。）
- Schwalbe, Hans ; Seemann, Heinrich (Hrsg.). Deutsche Botschafter in Japan, 1860-1973. Deutsche Gesellschaft für Natur- und Völkerkunde Ostasiens (OAG), Tokyo, 1974. Mitteilungen der Deutschen Gesellschaft für Natur- und Völkerkunde Ostasiens, Bd. 57., S. 85 ff. NCID BA18145324. （シュワルベ、ハンス; シーマン、ハインリッヒ（編）。仮題「1860年から1973年までのドイツ駐日大使」『ドイツ東洋文化研究協会通信』第57巻、1974年、p.85-。）
- Schwalbe, Hans. Japan. Vom Autor durchgesehen  u. erweitert Ausg. Prestel-Verlag, 1974. ISBN 3791300725. NCID BA3995777X.（シュワルベ、ハンス。仮題『日本』著者改訂版、Prestel-Verlag、1974年。）第2版（1979年改訂、ISBN 3791304860。NCID BA13941708）。第3版（1985年改訂、NCID BA22658355）。第4版（1989年、NCID BA26137660）。
- Schwalbe, Hans ; Zahl, Karl F. Die Teezeremonie. Deutsch-Japanische Gesellschaft in Bayern, 1979. Schriftenreihe der Deutsch-Japanischen Gesellschaft in Bayern, 4. NCID BB01819373.（シュワルベ、ハンス; ツァール、カール・F。仮題『茶道』、バイエルン日独協会〈バイエルン日独協会出版物シリーズ、第4巻〉、1979年。）

## 関連資料
本文の典拠ではない資料。発行年順。
- Foreign Property Division ; Enemy Property Branch『Schwalbe, Hans Dr』GHQ/SCAP Records, Office of Civil Property Custodian. "Big Firm" File, 1945-52, box no. 10009 ; folder no. 8.（連合国軍最高司令官総司令部民間財産局文書〈日本占領関係資料〉ボックス番号10009 ; フォルダ番号8、"Big Firm" File、1945-1952年）。原所蔵機関はアメリカ国立公文書記録管理局 (RG331)。
- Joseph Roggendorf「日本は理解されている--Thomas Immoos; Japan. Tempel, Garten und Palaste, 1974 Hans Schwalbe; Japan,1974 Frank Gibney; Japan. Fragile Superpower, 1975 Ivan Morris; The Nobility of Failure. Tragic Heroes in the History of Japan, 1975」松本たま（訳）『ソフィア = Sophia』第24巻第4号、ソフィア編集委員会（編）、東京 : 上智大学、1976年1月、p.424-431。ISSN 0489-6432。